# Sithayankottai
Sithayankottai es una ciudad y nagar Panchayat situada en el distrito de Dindigul en el estado de Tamil Nadu (India). Su población es de 13634 habitantes (2011).

## Demografía
Según el censo de 2011 la población de Sithayankottai era de 13634 habitantes, de los cuales 6907  eran hombres y 6727 eran mujeres. Sithayankottai tiene una tasa media de alfabetización del 77,18%, inferior a la media estatal del 80,09%: la alfabetización masculina es del 84,78%, y la alfabetización femenina del 69,53%.